# Icon (album)
Icon – czwarty album grupy Paradise Lost, wydany w roku 1993. Teksty utworów w całości napisał Nick Holmes, a utwory skomponował Gregor Mackintosh.

## Lista utworów
1. "Embers Fire" – 4:44
2. "Remembrance" – 3:26
3. "Forging Sympathy" – 4:43
4. "Joy of Emptiness" – 3:29
5. "Dying Freedom" – 3:43
6. "Widow" – 3:04
7. "Colossal Rains" – 4:35
8. "Weeping Words" – 3:50
9. "Poison" – 2:59
10. "True Belief" – 4:30
11. "Shallow Seasons" – 4:55
12. "Christendom" – 4:30
13. "Deus Misereatur" – 1:57

## Twórcy
- Nick Holmes – śpiew
- Gregor Mackintosh – gitara prowadząca
- Aaron Aedy – gitara
- Steve Edmondson – gitara basowa
- Matthew Archer – perkusja